# Triport

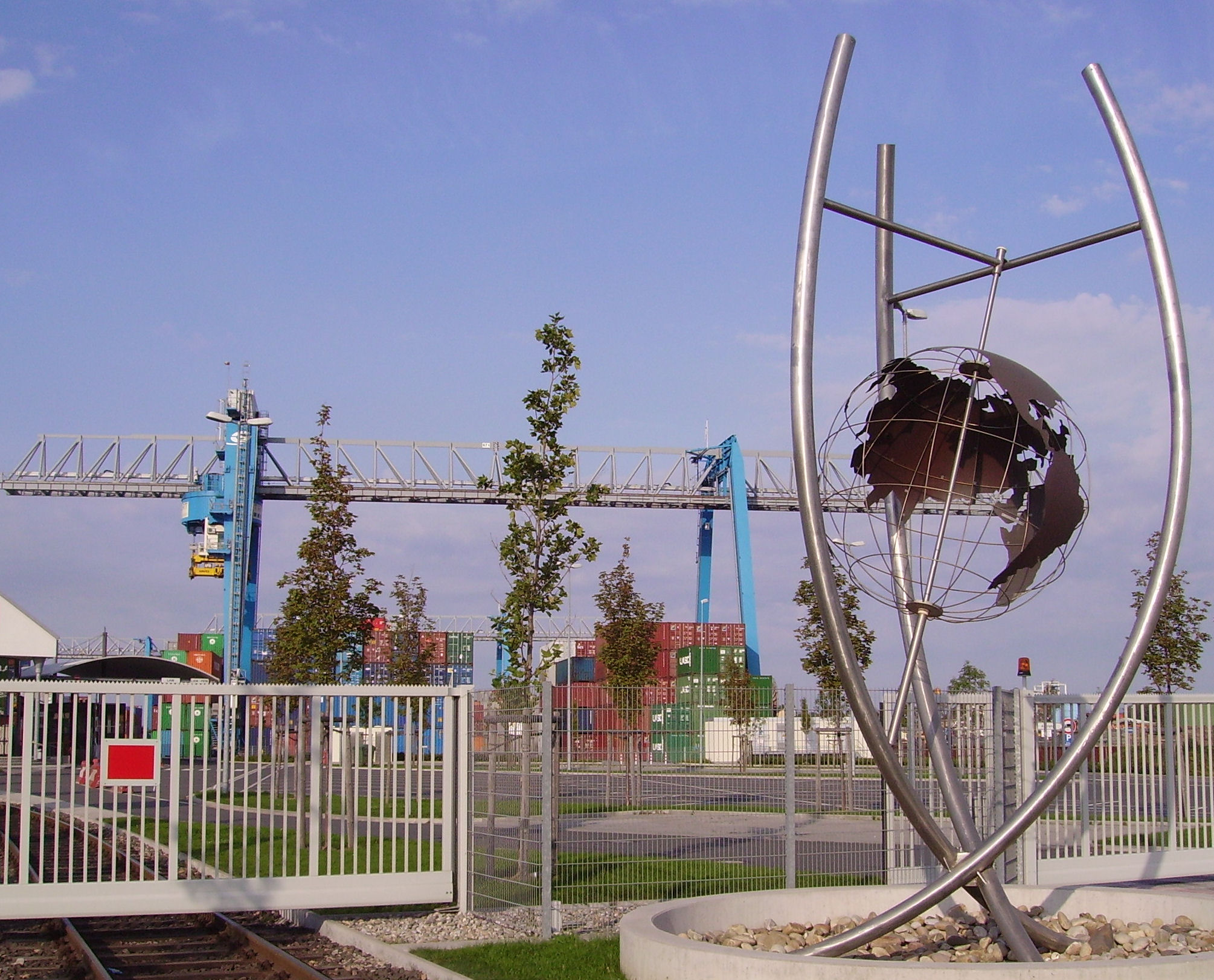
Triport-Eingang

Die Triport GmbH ist Betreiber des 2004 errichteten Containerterminals in Ludwigshafen am Rhein.
Seit Februar 2007 betreibt die Triport GmbH zudem das neue Containerterminal in Germersheim auf der Halbinsel 1.
Zum 1. Januar 2008 wurde die Triport GmbH in Contargo Ludwigshafen GmbH umbenannt.

## Schwerpunkte
Die TriPort GmbH gehört zur Contargo Gruppe, die sich auf den Containertransport zwischen den Seehäfen und dem Hinterland spezialisiert hat. Das Containerterminal verbindet die Verkehrsträger Binnenschiff, Bahn und Straße im Transport- und Umschlagsbereich. Der Umschlag zwischen den Verkehrsträgern erfolgt mittels Portalkränen und Containerstaplern.
Tägliche Abfahrten per Binnenschiff und Bahn verbinden die Region mit den Seehäfen Rotterdam, Antwerpen, Amsterdam, Bremerhaven, Hamburg und Zeebrugge.  Umgeschlagene Waren sind Konsumgüter, Maschinen, Automobilzulieferteile, chemische Stoffe und Produkte der in der Region angesiedelten Betriebe.
Das Terminal bietet auf 81.000 Quadratmeter Fläche die Möglichkeit zum Umschlag von bis zu 200.000 TEU pro Jahr. Als eines der wenigen deutschen Terminals am Rhein verfügt es über Lagerplätze für Gefahrgut-Container. Die Kaimauer mit 390 Metern Länge erlaubt die Bearbeitung zweier Schiffe hintereinander.